# Hepneriana heterostyla
Hepneriana heterostyla är en insektsart som först beskrevs av M. Firoz Ahmed 1971.  Hepneriana heterostyla ingår i släktet Hepneriana och familjen dvärgstritar. Inga underarter finns listade i Catalogue of Life.